# Моншётен
Моншёте́н (фр. Montcheutin) — коммуна во Франции, находится в регионе Шампань — Арденны. Департамент коммуны — Арденны. Входит в состав кантона Монтуа. Округ коммуны — Вузье.
Код INSEE коммуны — 08296.
Коммуна расположена приблизительно в 190 км к востоку от Парижа, в 50 км северо-восточнее Шалон-ан-Шампани, в 55 км к югу от Шарлевиль-Мезьера.

## Население
Население коммуны на 2008 год составляло 143 человека.
| 1962 | 1968 | 1975 | 1982 | 1990 | 1999 | 2008 |
| ---- | ---- | ---- | ---- | ---- | ---- | ---- |
| 136  | 166  | 159  | 136  | 113  | 118  | 143  |

## Экономика

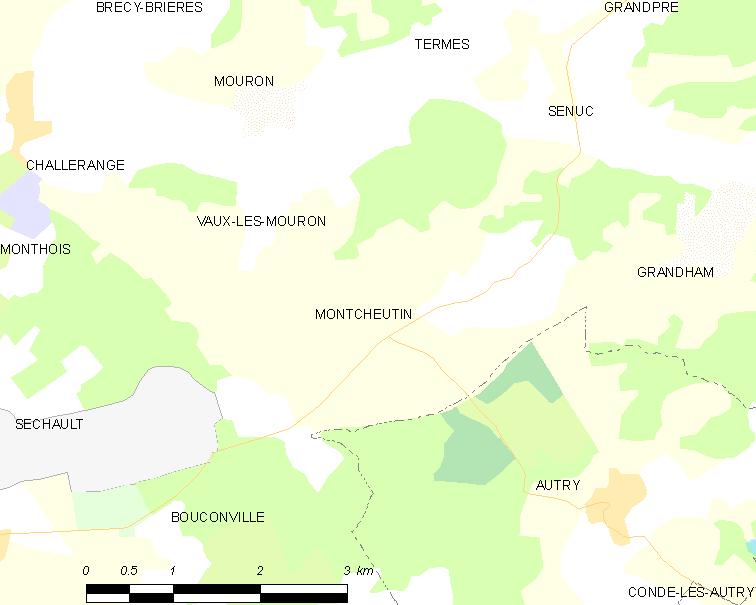
Карта коммуны

В 2007 году среди 81 человек в трудоспособном возрасте (15—64 лет) 52 были экономически активными, 29 — неактивными (показатель активности — 64,2 %, в 1999 году было 75,8 %). Из 52 активных работали 40 человек (26 мужчин и 14 женщин), безработных было 12 (7 мужчин и 5 женщин). Среди 29 неактивных 5 человек были учениками или студентами, 11 — пенсионерами, 13 были неактивными по другим причинам.